# Libano ai Giochi della XXIV Olimpiade
Il Libano partecipò ai Giochi della XXIV Olimpiade, svoltisi a Seul, Corea del Sud, dal 17 settembre al 2 ottobre 1988, con una delegazione di 21 atleti impegnati in otto discipline.